# B. Traven
B. Traven, a volte citato come Bruno Traven (fl. 1925), è lo pseudonimo di uno scrittore, presumibilmente di madrelingua tedesca, attivo nella prima metà del Novecento che ha tenacemente dissimulato la sua identità.
Autore di dodici romanzi, di molti racconti e di un libro di reportage. Il suo vero nome, la nazionalità, la data ed il luogo di nascita nonché tutti gli altri dettagli biografici sono sconosciuti. È stato oggetto di numerose ipotesi basate su esigue tracce raccolte in Europa, in America del Nord e nei suoi scritti. Una delle poche certezze sulla vita di Traven è che ha vissuto per anni in Messico, dove è ambientata la maggior parte delle sue opere narrative, tra cui il romanzo Il tesoro della Sierra Madre (Der Schatz der Sierra Madre, 1927), da cui è stato tratto l'omonimo film (The Treasure of the Sierra Madre) vincitore del premio Oscar nel 1948.
In pratica ogni aspetto della sua vita è stato contestato e fatto oggetto di accesi dibattiti. Sulla sua vera identità, sono state ipotizzate più teorie, tra cui alcune estremamente fantasiose. Molte concordano sul fatto che il vero nome di Traven fosse Ret Marut, anarchico tedesco e attore di teatro, che avrebbe lasciato l'Europa per il Messico intorno al 1924, ma vi sono altresì fonti che ritengono che Traven fosse invece il sindacalista Otto Feige, nato a Schwiebus nel Brandeburgo, l'attuale Świebodzin in Polonia. Le tracce in Messico di B. Traven si intrecciano con quelle di Hal Croves, suo agente letterario, e della sua traduttrice Esperanza López Mateos (taluni sostengono che fosse l'alter ego dello stesso Traven). Altri indizi portano invece a identificare lo scrittore con l'attivista politico comunista Linn Gale o con il fotografo Berick Traven Torsvan.

## La lacunosa biografia di B. Traven

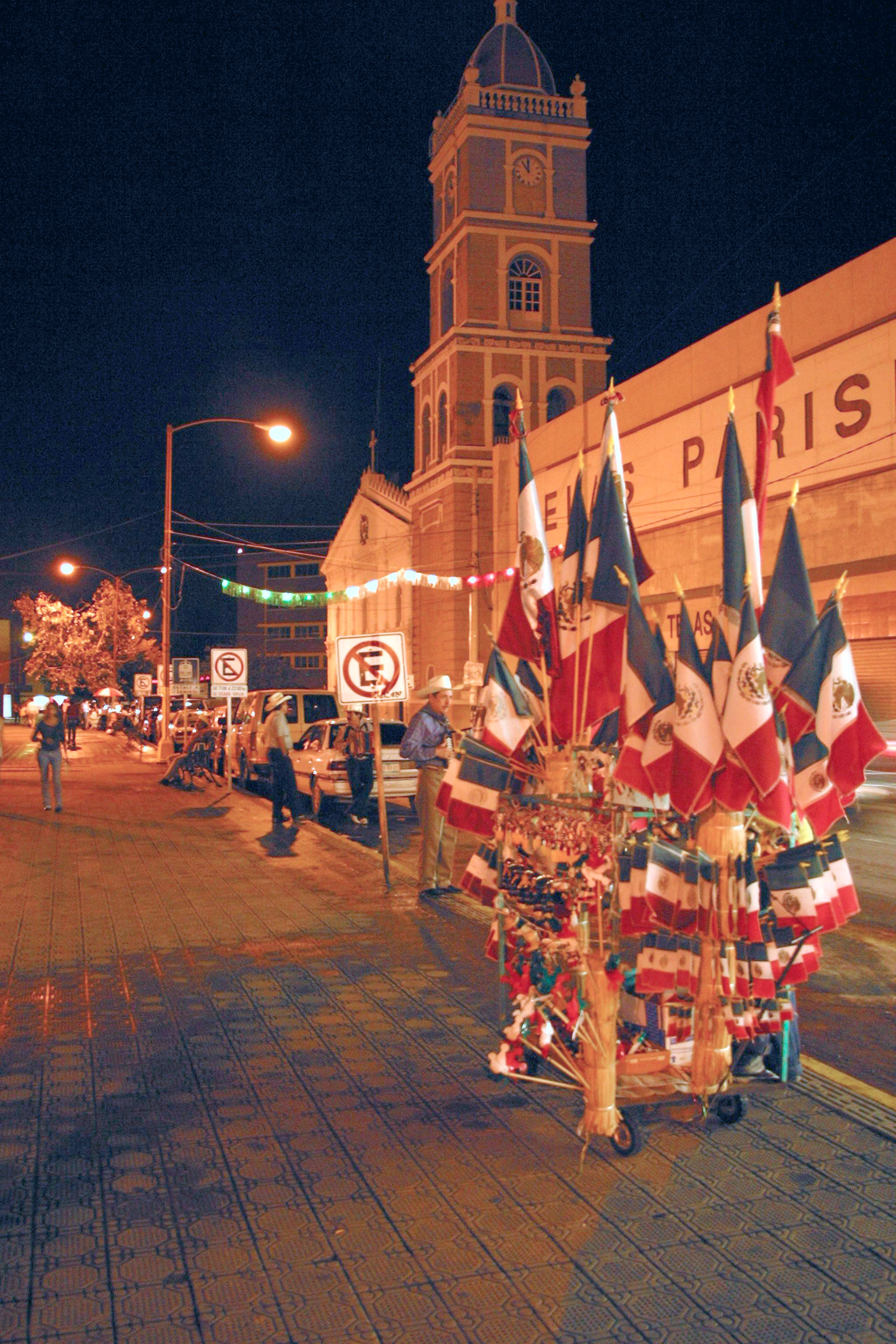
La strada di Ciudad Victoria, la capitale dello stato di Tamaulipas, dove viveva B. Traven

Il poco che si conosce dello scrittore lo si è desunto dalle sue opere: autore di dodici romanzi, un libro di reportage e diversi racconti, in cui i soggetti di avventura sono pretesti per criticare il capitalismo ed esprimere simpatie verso il socialismo e le teorie anarchiche. Come romanziere è noto principalmente per aver dato alle stampe nel 1927 Il tesoro della Sierra Madre (Der Schatz der Sierra Madre) trasposto nel film The Treasure of the Sierra Madre diretto da John Huston e interpretato da Humphrey Bogart, La nave morta e La ribellione degli impiccati.
B. Traven sottopose le sue opere ad alcuni editori europei personalmente o attraverso agenti letterari a mezzo posta, fornendo come indirizzo una casella postale messicana. Il detentore del copyright indicato nei suoi libri era "B. Traven, Tamaulipas, Mexico". Né gli editori europei né quelli statunitensi incontrarono personalmente lo scrittore potendo avere contatti solamente con persone incaricate da B. Traven di negoziare la pubblicazione delle sue opere e, più tardi, i diritti cinematografici dei suoi romanzi. In questo modo l'identità dell'autore fu sempre mantenuta segreta: la riluttanza a fornire informazioni biografiche su di sé fu spiegata dallo stesso B. Traven con queste parole che costituiscono la sua citazione più nota:
(B. Traven)
Lo scrittore ribadì la sua posizione affermando:
(B. Traven)
In una lettera datata 11 ottobre 1941, indirizzata a Herbert Kline e affidata al suo agente negli Stati Uniti, Traven veementemente scriveva:
(B. Traven)
Il suo essere schivo e professarsi con ostinazione non ambizioso per alcuni non era un segno di umiltà, al contrario, occultando la sua precedente identità sotto il nome di B. Traven, ha creato un nuovo formidabile protagonista delle scene letterarie. L'autore era conscio del fatto che in campo artistico la credibilità e l'autenticità erano valori irrinunciabili con cui venire a patti e l'aver per anni occultato parti importanti della sua vita sotto la maschera affascinante e misteriosa di B. Traven, non gli consentiva più di rivelare al pubblico la sua vera storia. La decisione di celare la sua vera biografia era diventata quindi una sorta di trappola che lo ha costretto a mantenere per sempre, con ossessiva ostinazione il mistero intorno a sé.
Nonostante la sua popolarità fosse in continua ascesa, B. Traven rimase una figura misteriosa. Letterati, critici, giornalisti e altri tentarono di disvelare l'identità dell'autore sostenendo ipotesi più o meno credibili, basandosi su alcuni flebili indizi scovati tra i suoi scritti.

### La teoria Ret Marut

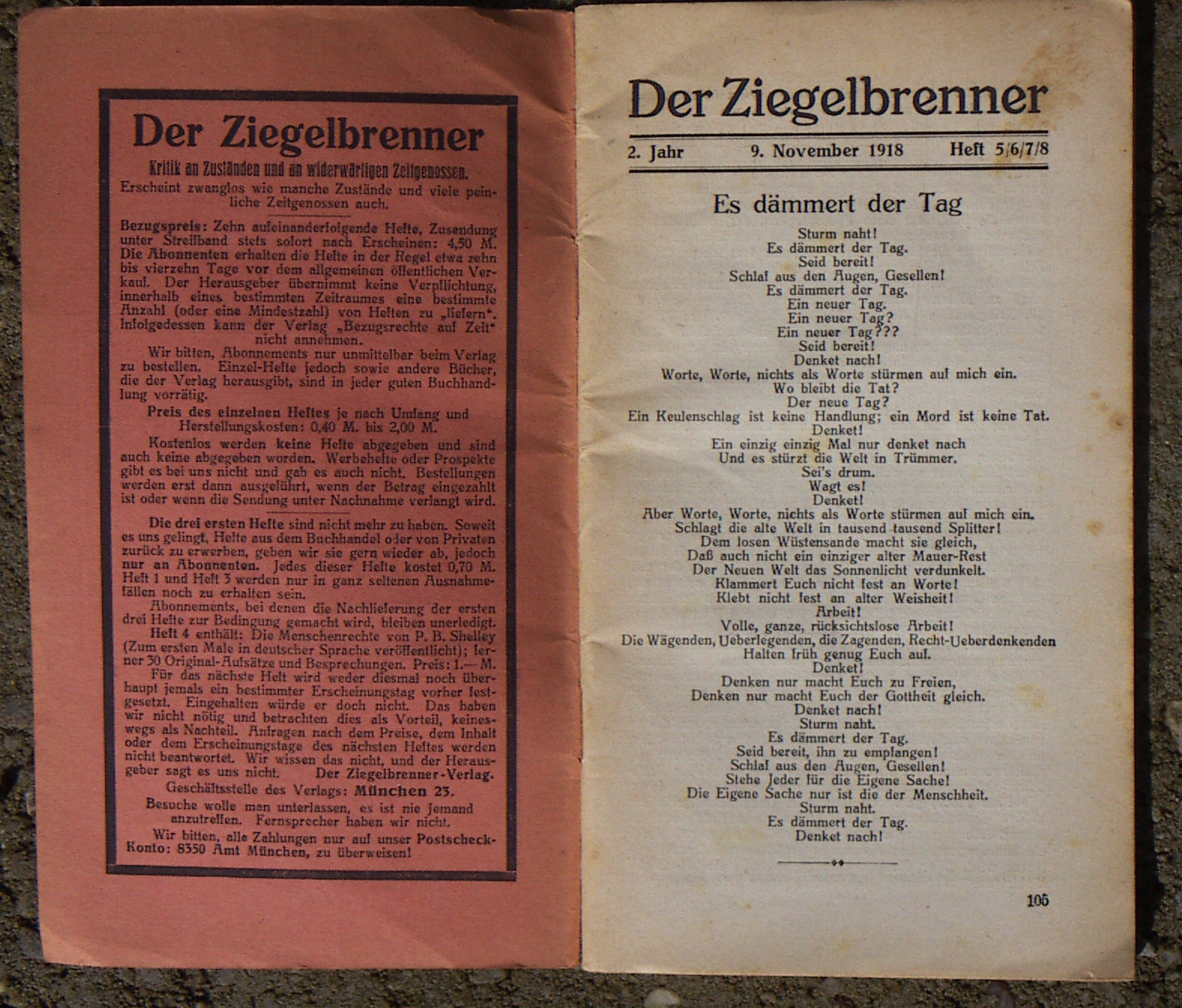
Il periodico anarchico Der Ziegelbrenner, pubblicato da Ret Marut

La prima ipotesi sull'identità di B. Traven fu avanzata dal giornalista scrittore e anarchico tedesco Erich Mühsam, il quale congetturò che la persona che si nascondeva dietro quello pseudonimo fosse l'ex attore e giornalista Ret Marut. Marut, il cui luogo e data di nascita sono sconosciuti, calcò i palcoscenici di Idar (oggi Idar-Oberstein), Ansbach, Suhl, Crimmitschau, Berlino, Danzica e Düsseldorf prima della Grande Guerra. Di tanto in tanto Marut dirigeva delle rappresentazioni teatrali e scriveva articoli su tale argomento. Dopo lo scoppio della guerra si dichiarò cittadino statunitense alle autorità tedesche nel 1915. Marut divenne attivista politico nel 1917, quando inaugurò il periodico Der Ziegelbrenner, giornale dichiaratamente anarchico che sospese le pubblicazioni nel 1921. Dopo la proclamazione a Monaco della Repubblica Socialista di Baviera nel 1919, Ret Marut fu nominato responsabile della stampa e membro del comitato di propaganda anarchica di questo Stato. Marut conobbe Erich Mühsam, uno dei leader anarchici di Monaco; più tardi, quando iniziarono a circolare i primi romanzi di B. Traven, Mühsam paragonò il loro stile e contenuto con gli articoli pubblicati da Marut nel Der Ziegelbrenner giungendo alla conclusione che fossero stati scritti dalla stessa persona. Ret Marut fu arrestato dopo il rovesciamento della Repubblica Socialista di Baviera il 1º maggio 1919; condannato a morte, sembrerebbe essere riuscito a fuggire. Queste vicende spiegherebbero il motivo per cui Traven sostenne sempre di essere statunitense negando ogni collegamento con la Germania; un mandato di arresto per alto tradimento era stato spiccato dall'Impero tedesco nei confronti di Ret Marut e in vigore fino al 1919.
Rolf Recknagel, uno studente di letteratura della Germania dell'Est di Lipsia, arrivò a una conclusione simile a quella di Erich Mühsam. Nel 1966 pubblicò una biografia di Traven nella quale sosteneva che i libri firmati con lo pseudonimo di B. Traven, inclusi quelli pubblicati dopo la guerra, erano stati scritti da Ret Marut. Attualmente questa ipotesi è accettata da molti studiosi delle opere di Traven.

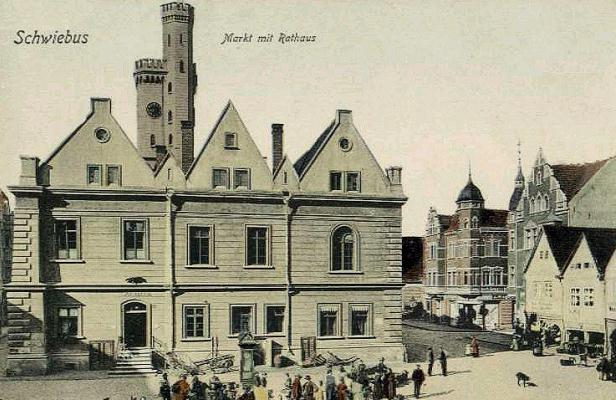
Il municipio di Schwiebus, probabile luogo di nascita di B. Traven, da una cartolina del 1900 circa

### La teoria Otto Feige
La teoria che B. Traven fosse in realtà Ret Marut non spiega come l'ex attore e anarchico avrebbe raggiunto il Messico e non fornisce alcuna informazione sulla sua gioventù. Alla fine degli anni 1970 due giornalisti della BBC, Will Wyatt e Robert Robinson, decisero di investigare su questo mistero; i risultati delle loro ricerche furono raccolte in un documentario trasmesso dalla BBC il 19 dicembre 1978 e in un libro scritto dallo stesso Wyatt. I giornalisti ebbero accesso ai documenti su Ret Marut archiviati dal Dipartimento di Stato degli Stati Uniti d'America e dal Foreign Office britannico; dalla lettura di tali documenti scoprirono che Marut tentò di lasciare l'Europa dalla Gran Bretagna nel 1923 ma raggiunto il Canada fu respinto e arrestato come clandestino a Brixton la notte del 30 novembre 1923 e recluso nella prigione. Negli archivi della polizia l'uomo fu registrato erroneamente con il cognome "Marnt" e sugli stessi registri la sua professione risultò essere meccanico e la sua età di quarantuno anni. Interrogato dalla polizia britannica, Marut dichiarò successivamente che il suo vero nome era Hermann Otto Albert Maximilian Feige e che era nato in Germania a Schwiebus (l'attuale Świebodzin in Polonia) il 23 febbraio 1882 e che, residente negli Stati Uniti sin dal 1918, aveva acquisito la nazionalità statunitense.
Wyatt e Robinson trovarono la conferma di queste affermazioni negli archivi della polizia polacca; la data e il luogo di nascita e i nomi di battesimo dei genitori di Feige figuravano negli archivi e coincidevano con la testimonianza di Marut resa alla polizia britannica. I giornalisti della BBC scoprirono poi che, dopo aver svolto un primo periodo come recluta per il servizio di leva nell'esercito tedesco nel 1904/1905, Otto Feige scomparve senza lasciare traccia, fatta salva una sua foto scattata in uno studio fotografico di Magdeburgo. Robert Robinson mostrò quella foto ai fratelli e alle sorelle di Feige che sembrarono riconoscere nel soggetto il parente. Nel 2008 Jan-Christoph Hauschild effettuò delle ricerche negli archivi tedeschi e confermò l'esattezza dei ricordi dei familiari di Feige: dopo aver lavorato come meccanico a Magdeburgo, Otto Feige divenne, nell'estate del 1906, capo del sindacato dei metalmeccanici di Gelsenkirchen. Nel settembre del 1907 lasciò la città è assunse l'identità dell'attore Ret Marut, nato a San Francisco, iniziando la sua carriera sui palcoscenici di Idar (oggi Idar-Oberstein).
Ret Marut fu detenuto in prigione a Brixton fino al 15 febbraio 1924. Dopo il rilascio, nella primavera dello stesso anno, si recò al consolato degli Stati Uniti a Londra per richiedere che ufficializzassero la sua presunta cittadinanza statunitense; sostenne di essere nato a San Francisco nel 1882, arruolato nell'equipaggio di una nave all'età di dieci anni e in giro per i mari del mondo sino ad allora: sostenne di voler stabilirsi sulla terraferma e di voler rimettere ordine alla sua vita. Tra l'altro Marut aveva già richiesto la cittadinanza statunitense anni prima, quando viveva in Germania; in quel periodo compilò un totale di tre richieste sostenendo di essere nato a San Francisco il 25 febbraio 1882 e che il padre si chiamasse William Marut e la madre Helena Ottarent in Marut. Gli ufficiali del consolato non presero sul serio la storia, tantomeno quando ebbero notizia da parte della polizia londinese dell'altra versione della storia biografica di Marut rilasciata alle autorità dopo l'arresto del 1923, specialmente dopo che ebbero saputo che in tale occasione l'uomo si era dichiarato nato in Germania, a Schwiebus. Occorre tuttavia tenere presente che tutte le informazioni anagrafiche conservate a San Francisco erano andate distrutte durante il terremoto e conseguente incendio del 1906 che sconvolse la città statunitense e che per decenni in molti approfittarono della distruzione degli archivi anagrafici per ottenere con la frode false generalità. Secondo Wyatt e Robinson la versione raccontata da Marut alla polizia era vera; B. Traven sarebbe stato in realtà Otto Feige, nato a Schwiebus (l'odierna Swiebodzin) e solo successivamente avrebbe assunto il nome d'arte di Ret Marut: lo pseudonimo usato potrebbe essere stato scelto in quanto anagramma di traum ("sogno" in tedesco).
L'ipotesi che B. Traven fosse stato lo stesso Ret Marut e contemporaneamente Otto Feige è accettata da alcuni studiosi, anche se altri fanno notare che questa versione della biografia dello scrittore mal si concilia con la presenza di molti anglicismi e con gli echi della cultura statunitense che permea i suoi lavori letterari; questo poteva essere l'indizio di una lunga permanenza dello scrittore negli Stati Uniti che non troverebbe spiegazione nella biografia di Feige o di Marut. D'altra parte, se Marut non fosse stato Otto Feige, risulterebbe difficile spiegare come conoscesse così bene i dettagli della vita di quest'ultimo, incluso il nome da nubile della madre.
Al contrario altri studiosi ritengono l'ipotesi "Otto Feige" non realistica ritenendo invece possibile che Marut fosse nato veramente a San Francisco ma che avesse abbellito la sua biografia con particolari inventati.

### Arrivo in Messico
Si suppone che, dopo essere stato scarcerato dalle prigioni londinesi, Ret Marut si sia trasferito dall'Europa in Messico anche se i dettagli del viaggio non sono mai stati chiariti. Secondo Rosa Elena Luján, la vedova di Hal Croves, la cui identità è stata associata da molti studiosi a quella di B. Traven, suo marito dopo la scarcerazione si sarebbe arruolato nell'equipaggio di una carretta del mare (la "nave morta" dell'omonimo romanzo) diretta in Norvegia e da qui, ancora su di una nave malmessa si sarebbe diretto verso l'Africa e poi, a bordo di una nave olandese, giunto a Tampico nel Golfo del Messico nell'estate del 1924. Più tardi Traven/Croven avrebbe utilizzato queste esperienze di viaggio per scrivere il romanzo La nave morta. Queste affermazioni sono in parte suffragate da prove: il nome di Marut appare nella lista dei membri dell'equipaggio della nave norvegese Hegre che salpò da Londra verso le Isole Canarie il 19 aprile 1924 anche se il nome risulta sbarrato, come a voler intendere che Marut non fosse rimasto a bordo fino alla fine della navigazione.
Nella primavera del 1917, dopo che gli Stati Uniti furono entrati nella prima guerra mondiale, il Messico divenne il rifugio di molti renitenti alla leva. Nel 1918, Linn A(ble) E(aton) Gale (1892–1940) e sua moglie Magdalena si imbarcarono da New York verso Città del Messico; Gale divenne presto membro fondatore di uno dei primi partiti comunisti del Messico (PCM). I coniugi Gale pubblicarono dall'agosto 1917 al marzo 1921 il Gale's Journal a nell'ottobre del 1918 stampato con il sottotitolo Il giornale del comunismo rivoluzionario. Nel 1918 fu anche fondata la sezione statunitense anarco-sindacalista del movimento Industrial Workers of the World i cui membri erano chiamati "Wobblies". Questo fu certamente un ambiente favorevole per un anarchico esule dall'Europa. Nel dicembre 1920 Gale pubblicò nel suo giornale un articolo con il quale invitava i rivoluzionari a raggiungere il Messico. La personalità di Gale, così come il suo nome, potrebbe aver ispirato la figura di Gerald Gale, il protagonista di molti romanzi di B. Traven, incluso I raccoglitori di cotone (Die Baumwollpflücker, pubblicato anche con il titolo Der Wobbly) e La nave Morta.
In ogni caso vi sono molte differenze tra lo stile e le esperienze di vita di Marut, attore e bohemien a Monaco e le vicende narrate nei romanzi e racconti di Traven, queste ultime caratterizzate da una vasta conoscenza della cultura messicana, dei nativi americani, della navigazione marittima, dei problemi dei lavoratori itineranti, degli agitatori politici e attivisti sociali, e le cui descrizioni sono pervase da una profonda conoscenza della cultura americana.
Una possibile soluzione a questo interrogativo fu proposta dal ricercatore svizzero Max Schmid, che avanzò la cosiddetta ipotesi Erlebnisträger (letteralmente "supporto all'esperienza") in una serie di otto articoli pubblicati a Zurigo sul quotidiano Tages-Anzeiger tra la fine del 1963 e l'inizio del 1964. Secondo tali articoli, pubblicati sotto lo pseudonimo di Gerard Gale, Marut sarebbe giunto in Messico dall'Europa tra il 1922/1923 e incontrò un girovago statunitense, qualcuno di molto simile al Gerard Gale dei suoi romanzi, che teneva una cronaca delle sue storie. Marut si sarebbe impossessato di questo manoscritto e l'avrebbe quindi tradotto in tedesco. Dopo aver arricchito questi racconti con alcuni elementi tratti dalle sue personali esperienze e idee anarchiche, li avrebbe spediti a un editore in Germania.
L'ipotesi di Schmid ha accolto favori e suscitato critiche ma allo stato attuale non trova alcuna conferma dovendo fare i conti con i misteri legati alla vita di B. Traven (o Ret Marut) in Messico e con la sua scomparsa senza tracce dall'Europa.

### La teoria Traven Torsvan
Molti ricercatori affermano di aver identificato B. Traven con una persona chiamata Berick Traven Torsvan, vissuta in Messico almeno dal 1924. Torsvan nel 1924 affittò una casa in legno a nord di Tampico, dove si recava sovente per lavoro fino al 1931. Dal 1930 risulta che abbia vissuto per vent'anni in una casa con annesso un piccolo ristorante alla periferia di Acapulco dalla quale partiva per i suoi viaggi in giro per il Messico. Nel 1926, Torsvan prese parte come fotografo a una spedizione archeologica nel Chiapas organizzata da Enrique Juan Palacios; uno degli altri fotografi, in questa occasione, scattò una foto che potrebbe ritrarre B. Traven, con indosso un casco coloniale. Torsvan visitò ancora il Chiapas più tardi così come altre regioni messicane, probabilmente per raccogliere materiale per i suoi libri, mostrando un vivo interesse nella cultura e nella storia dello Stato americano, frequentando inoltre dei corsi estivi di spagnolo e di lingue maya, di storia della letteratura latinoamericana e di storia del Messico, tenuti presso l'Università nazionale autonoma del Messico (UNAM) nel 1927 e 1928.
Nel 1930 Torsvan ricevette una carta d'identità per stranieri, intestata all'ingegnere nord americano Traven Torsvan (in molte fonti appare anche un secondo nome di battesimo: Berick oppure Berwick).
È noto che B. Traven si è sempre dichiarato statunitense; nel 1933, quando spedì i manoscritti in inglese dei suoi tre romanzi, La nave morta, Il tesoro della Sierra Madre e Il ponte nella giungla, all'editore di New York Alfred A. Knopf, sostenne che questi erano le versioni originali dei lavori e che quelle in tedesco, precedentemente pubblicate, erano solo delle traduzioni. La nave morta fu pubblicata da Knopf nel 1934 presto seguito dai successivi libri di Traven stampati per il mercato statunitense e britannico. In ogni caso, se si confrontano le versioni in inglese con quelle in tedesco di questi libri, si notano notevoli differenze: i testi in inglese sono più lunghi ed entrambe le versioni presentano alcuni passaggi che invece mancano nella corrispettiva traduzione. L'attribuzione di un'esatta nazionalità alla figura di Traven è complicata dal fatto che i libri in inglese sono pieni di germanismi mentre quelli pubblicati in tedesco sono pieni di anglicismi.

### Ipotesi Esperanza López Mateos
Le opere di B. Traven hanno goduto di una crescente popolarità in Messico grazie anche al contributo determinante di Esperanza López Mateos, la sorella di Adolfo López Mateos quest'ultimo divenuto in seguito Presidente del Messico, che ha tradotto in lingua spagnola otto libri di Traven a partire dal 1941. Negli anni successivi la donna ha rappresentato lo scrittore e ne ha tenuto i contatti con gli editori detenendone i diritti d'autore, successivamente trasferiti ai fratelli di Traven.
Nel 1946 fu avanzata l'ipotesi che dietro lo pseudonimo di B. Traven si celasse la stessa Esperanza López Mateos; questa teoria fu smentita da Esperanza l'anno successivo durante un'intervista rilasciata alla rivista Life.
A sostegno dell'ipotesi che Esperanza abbia avuto un ruolo di primo piano nella scrittura delle opere firmate da Traven si schiera Mario Monti che a Milano, nell'Hotel Principe di Savoia, su indicazioni di Leo Longanesi intervistò la donna con la quale ebbe successivamente una lunga amicizia epistolare. Gli indizi che rendono Monti sicuro che Traves e Esperanza fossero in realtà la stessa persona provengono da una lettera datata 30 ottobre 1948 nella quale la traduttrice raccontava di essere stata fidanzata a New York con un giovane anarchico italiano, il marinaio Tonio Morelli, ucciso dalla polizia durante una manifestazione a sostegno di Sacco e Vanzetti. Esperanza fu arrestata e quattro mesi più tardi diede alla luce il figlio di Tonio che tuttavia nacque morto. Nel romanzo Il ponte nella giungla vi sono espliciti riferimenti a un dramma analogo; una madre che ha visto il proprio figlio morire descritto con parole molto simili a quelle riportate nello scritto di Esperanza. Su un'altra lettera, nella quale la donna descriveva l'avido e squallido mondo che faceva da scenario al mercato azionario di New York, Monti rilevò l'identico stile di Traven.
La notizia della morte di Esperanza López, avvenuta il 19 settembre 1952, fu comunicata a Mario Monti per mezzo di una lettera firmata Hal Croves; nonostante le molte illazioni che ruotano attorno al nome di B. Traven, alcune delle quali abbastanza credibili, lo scrittore italiano si dichiara convinto che Esperanza non solo avesse ispirato i racconti di Traven, chiunque egli sia stato, ma che abbia collaborato attivamente nella scrittura di quelli ambientati in Messico.

### La produzione deIl tesoro della Sierra Madree la teoria Hal Croves

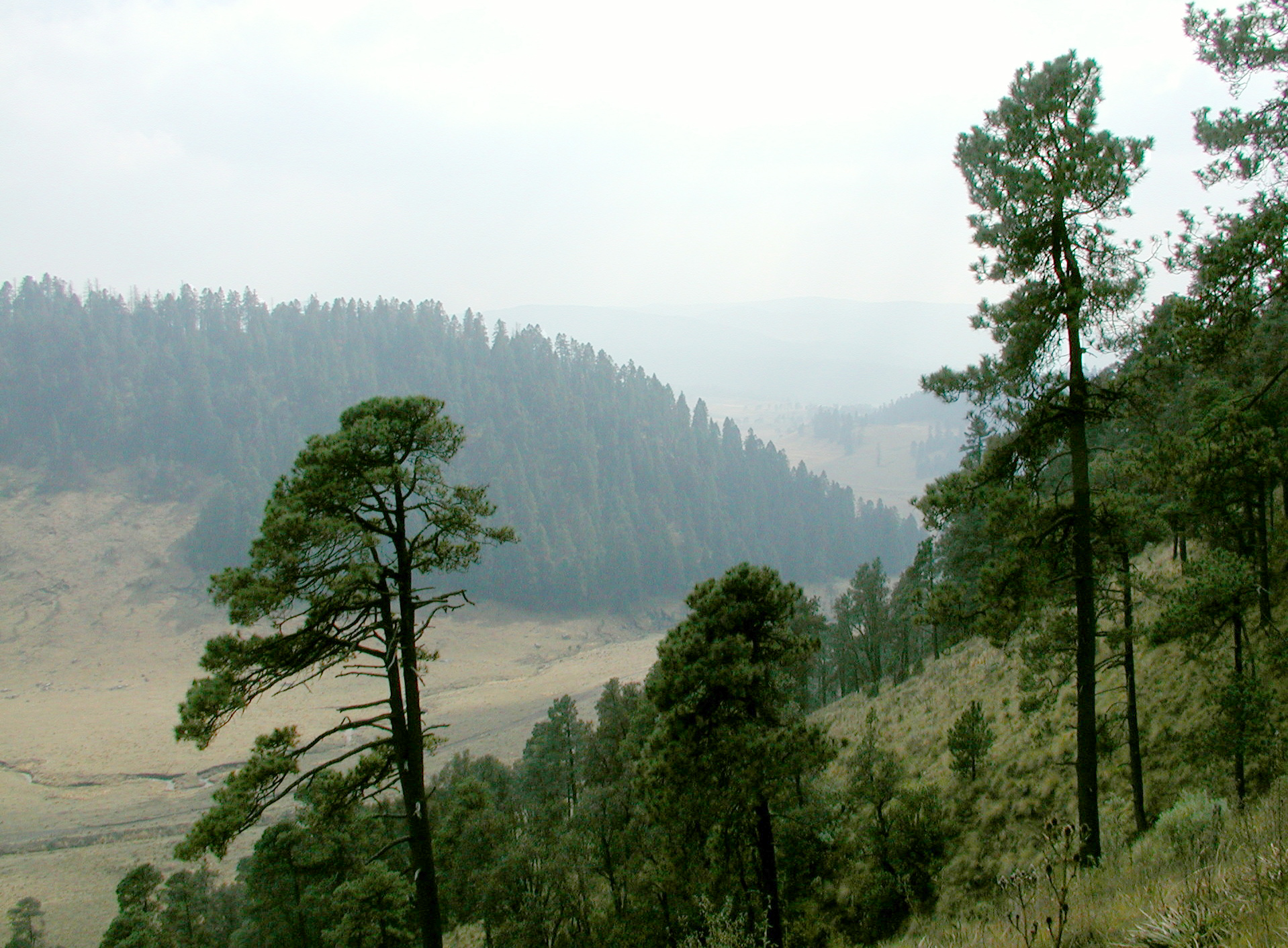
La catena montuosa della Sierra Madre in Messico

Traven era un grande ammiratore dell'attrice messicana Lupita Tovar e, dopo una lunga corrispondenza intrattenuta con lei, riuscì ad ottenere un appuntamento: si sarebbero dovuti incontrare davanti ad una spiaggia pubblica di Acapulco. La donna si presentò all'appuntamento ma rimase inutilmente ad aspettare lo scrittore, seduta su di una panchina. Successivamente Traven le scrisse scusandosi per non essersi presentato sul luogo convenuto ma nel contempo fornì un'esatta descrizione dei gesti e dei movimenti dell'attrice in attesa, facendole capire che in realtà lui non era lontano da quella panchina e la stava osservando. Il rapporto epistolare tra i due continuò, anche quando Lupita si sposò con Paul Kohner, futuro agente di Traven e nel contempo del regista John Huston. In una lettera di risposta a Kohner, nella quale l'agente invitava lo scrittore a Hollywood, questi rifiutò decisamente, temendo di non riuscire più a scrivere immerso in una realtà fatta di denaro e di contratti cinematografici. Il successo commerciale del romanzo Il tesoro della Sierra Madre, pubblicato in inglese dall'editore Knopf nel 1935, convinse la casa di produzione cinematografica di Hollywood Warner Bros. ad acquistarne i diritti nel 1941. La regia del film fu affidata a John Huston e la casa di produzione propose a Traven di recarsi a Hollywood per discuterne la sceneggiatura: l'autore declinò l'invito adducendo motivi di salute e la preoccupazione che l'interesse dei media nei suoi confronti avrebbe potuto distogliere il regista dal lavoro. Di contro Traven invitò John Huston in Messico per immergersi nell'atmosfera del luogo dove sarebbe stato ambientato il film; tuttavia l'attacco giapponese di Pearl Harbor e la partenza del regista per il fronte costrinse la produzione del film a un arresto fino al termine del conflitto, nel 1946.
In quest'anno Huston preparò una prima sceneggiatura del film che spedì a Traven; in risposta l'autore inviò una lettera di circa venti pagine contenente consigli e suggerimenti, anche di carattere tecnico. Huston organizzò un incontro con B. Traven all'hotel Bamer a Città del Messico per discutere con lui alcuni dettagli del film che stava girando; tuttavia, invece di Traven, all'appuntamento arrivò un uomo che si presentò come Hal Croves, un traduttore di Acapulco e San Antonio. Croves mostrò una procura con la quale B. Traven lo autorizzava a prendere ogni decisione in merito alla trasposizione cinematografica in sua vece. E fu ancora Croves che si presentò al posto dello scrittore a una riunione ad Acapulco e, in seguito, come un consulente tecnico, sul set del film nel 1947 durante tutte riprese in Messico; lo strano comportamento dello scrittore e del suo presunto agente convinse la troupe che Hal Croves fosse lo stesso B. Traven in incognito. Il successo ai botteghini del film, uscito nelle sale il 23 gennaio 1948, e la vittoria di tre Premi Oscar, accesero tra il pubblico statunitense enorme curiosità su B. Traven. Questa eccitazione fu in parte alimentata dalla stessa Warner Bros.; i giornali statunitensi scrissero a lungo del misterioso scrittore intervenuto in incognito nelle riprese del film basato sul suo libro.
Molti biografi di B. Traven hanno fatto propria la notizia riportata dai giornali secondo la quale lo stesso regista John Huston sarebbe stato convinto che Hal Croves fosse B. Traven; questa affermazione non corrisponde a verità come ribadito dallo stesso Huston, che non più tardi del 1948 negò di aver mai identificato Hal Croves con Traven. Huston ribadì ciò anche nella sua autobiografia, pubblicata nel 1980, dove scrisse che aveva inizialmente pensato che Croves potesse essere Traven ma che, dopo averne osservato il comportamento, avesse scartato l'ipotesi. Secondo Huston, Croves dava un'impressione molto diversa da quella che si era fatta di Traven leggendo le sue opere e le sue lettere. Comunque, sempre secondo Huston, Hal Croves faceva il doppio gioco durante le riprese de Il tesoro della Sierra Madre; interrogato dalla troupe se fosse realmente Traven, negava sempre, ma in modo evasivo, tale da lasciare negli interlocutori il dubbio. Durante una battuta di pesca ad Acapulco, nella quale era presente, oltre al regista, anche l'allora moglie di Huston, Evelyn Keyes e Croves, fu catturato un pesce spada. Quando rientrarono in darsena i tre posarono per una foto ricordo con la preda. Al momento dello scatto Croves volutamente girò il viso a sfavore della macchina, in modo tale che il suo viso non fosse riconoscibile nella foto. Huston pensò che l'azione plateale fosse un ulteriore falso indizio sulla sua identità.

### La notorietà e la sparizione di Torsvan

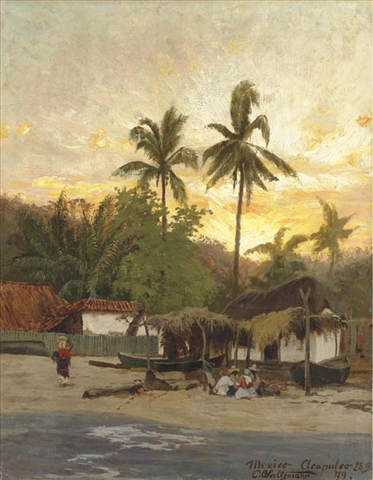
Acapulco, litografia del 1879

L'interesse dei media che accompagnò la prima de Il tesoro della Sierra Madre e l'alone di mistero che circondava l'autore dell'opera letteraria da cui il film era stato tratto, era così forte da alimentare la falsa notizia che la rivista Life avrebbe offerto un premio di 5000 $ a chi avesse scoperto l'identità del vero B. Traven. La notizia tuttavia non corrispondeva al vero e Rafael Arles Ramirez, responsabile della promozione del libro di Traven in Messico, ammise nel 1956 che la storia era stata inventata e fatta circolare da lui stesso per aumentare l'interesse del pubblico nel romanzo. Nonostante l'infondatezza della notizia circa il premio stanziato da Life, la pubblicità indusse il giornalista messicano di nome Luis Spota a cercare di trovare Hal Croves che aveva fatto perdere le sue tracce alla fine delle riprese del film nell'estate del 1947. Grazie alle informazioni ottenute dalla Banca del Messico, nel luglio 1948, Spota rintracciò un uomo di nome Traven Torsvan che viveva vicino ad Acapulco. Questi formalmente dirigeva uno squallido albergo poco frequentato. Torsvan faceva una vita isolata e veniva soprannominato dai vicini El Gringo, a conferma delle sue origini statunitensi. Indagando tra gli archivi ufficiali, Spota scoprì che Torsvan aveva ricevuto una carta d'identità per stranieri in Messico nel 1930 e una carta d'identità messicana nel 1942; su entrambi i documenti il luogo e la data di nascita erano gli stessi: Chicago, 5 marzo 1890. Secondo le informazioni tratte dagli archivi, Torsvan sarebbe arrivato in Messico dagli Stati Uniti attraversando il confine a Ciudad Juárez nel 1914. Usando metodi poco ortodossi, corrompendo il portalettere che gli consegnava la posta, Spota scoprì che Torsvan riceveva i compensi per i diritti d'autore destinati a B. Traven da Josef Wieder di Zurigo; sulla sua scrivania trovò anche un pacco di libri dello scrittore statunitense Upton Sinclair indirizzati a B. Traven attraverso Esperanza López Mateos. Quando il giornalista interrogò Torsvan se lui, Hal Croves e B. Traven fossero la stessa persona, egli negò irritato. Tuttavia, secondo Spota, Torsvan smentendo entrò in contraddizione, prova questa che la teoria era da ritenersi esatta.
Spota pubblicò i risultati delle sue indagini in un lungo articolo pubblicato sul giornale Mañana il 7 agosto 1948. In risposta, Torsvan fece pubblicare una smentita sul giornale Hoy il 14 agosto per scomparire subito dopo, così come Hal Croves aveva fatto precedentemente. Le uniche informazioni sul suo conto reperite negli anni successivi, risalgono al 3 settembre 1951, giorno in cui gli fu riconosciuta la cittadinanza messicana.

### Gli agenti di Traven e la pubblicazione delBT-Mitteilungen
Esperanza López Mateos aveva collaborato con B. Traven almeno dal 1941, quando tradusse in spagnolo il suo primo romanzo Il ponte nella giungla e successivamente altri suoi sette romanzi. Esperanza, la sorella di Adolfo López Mateos, che più tardi diventerà il Presidente del Messico, giocò un ruolo sempre più importante nella vita di Traven. Per esempio nel 1947 si recò in Europa per rappresentarne gli interessi nei confronti degli editori; nel 1948 il suo nome, insieme a quello di Josef Wieder di Zurigo era menzionato come detentrice del copyright dei libri di Traven. Wieder, come impiegato del berlinese Club del libro Büchergilde Gutenberg, aveva già collaborato con lo scrittore a partire dal 1933; in quell'anno il club, che aveva pubblicato i libri di Traven, fu chiuso dopo che Adolf Hitler ebbe preso il potere e quando i suoi libri furono messi al bando dal regime, l'autore trasferì i suoi diritti sulle opere pubblicate alla succursale svizzera di Zurigo, dove si trasferirono anche gli editori transfughi dalla Germania. Nel 1939 l'autore decise di terminare la collaborazione con il Büchergilde Gutenberg, dopo di che il suo agente divenne Josef Wieder, che non ebbe mai modo di incontrare l'autore di persona. Alla scomparsa di Esperanza López Mateos nel 1951, trovata uccisa da un colpo di pistola in circostanze misteriose, parte dei diritti transitarono a Rosa Elena Luján, la futura moglie di Hal Croves.
Nel gennaio del 1951 Josef Wieder, insieme a Esperanza López Mateos e, dopo la morte di quest'ultima, con Rosa Elena Luján, iniziarono a pubblicare mediante poligrafo il periodico BT-Mitteilungen (letteralmente "Bollettino BT"), nel quale si promuovevano i libri di Traven e che fu stampato fino alla morte di Wieder, avvenuta nel 1960. Secondo Tapio Helen il periodico diffondeva falsi indizi, come la notizia della ricompensa che Life avrebbe offerto in cambio di informazioni su Traven; la notizia fu rilanciata sul BT-Mitteilungen nonostante già da tempo fosse noto che il premio non era altro che uno stratagemma pubblicitario. Nel giugno del 1952, il periodico pubblicò quella che definì "la vera" biografia di Traven, nella quale si sosteneva che lo scrittore sarebbe nato nel Midwest da una famiglia immigrata dalla Scandinavia, che non aveva mai frequentato scuole, che si era dovuto guadagnare da vivere sin dall'età di sette anni, che a dieci si era imbarcato come mozzo a bordo di una nave a vapore olandese diretta in Messico. Gli editori rilanciarono anche la tesi che i libri di Traven fossero stati scritti originariamente in inglese e solo successivamente tradotti in tedesco da un traduttore svizzero.

### Il ritorno di Hal Croves
Nel frattempo Hal Croves, che era scomparso dopo le riprese del film Il tesoro della Sierra Madre, riapparve sulle scene letterarie ad Acapulco; si presentò come scrittore e rappresentante legale di B. Traven, con il consenso del quale negoziò la pubblicazione e la cessione dei diritti cinematografici dei suoi libri con editori e produttori. Rosa Elena Luján divenne la segretaria di Croves nel 1952: i due si sposarono a San Antonio, in Texas, il 16 maggio 1957. Dopo le nozze i due si trasferirono a Città del Messico e lì avviarono l'agenzia letteraria, "R.E. Luján". Dopo la morte di Josef Wieder, avvenuta nel 1960, Rosa rimase l'unica detentrice dei diritti sui libri di Traven.
Nell'ottobre del 1959 Hal Croves e Rosa Elena Luján si recarono in Germania per prendere parte alla prima del film S.O.S. York! (Das Totenschiff) basato sul romanzo La nave morta di Traven. Durante il soggiorno i giornalisti tentarono senza successo di indurre Croves ad ammettere di essere Traven. Analoghi tentativi furono tentati nel 1960, quando alcuni reporter cercarono di accedere all'abitazione di Croves a Città del Messico, ma solo pochi di loro riuscirono nell'intento. Rosa custodiva gelosamente la privacy del suo anziano, mezzo sordo e quasi cieco marito. Tutti gli articoli e le interviste a Croves dovevano essere approvate dalla moglie e quando i giornalisti gli ponevano la domanda se egli fosse Traven, l'uomo rispondeva sempre evasivamente, ripetendo la nota frase del 1920 che di uno scrittore conta solo il lavoro e non l'uomo.

### La morte di Hal Croves
Hal Croves morì a Città del Messico il 26 marzo 1969; lo stesso giorno sua moglie tenne una conferenza stampa nella quale rivelò che il vero nome del coniuge era Traven Torsvan Croves, nato a Chicago il 3 maggio 1890 da padre norvegese, Burton Torsvan, e da madre di origini anglosassoni, Dorothy Croves, e che suo marito aveva spesso usato gli pseudonimi di B. Traven e di Hal Croves. Rosa lesse l'annuncio direttamente dal testamento del marito che lo aveva stilato tre settimane prima di morire, il 4 di marzo; Traven Torsvan Croves era anche il nome ufficiale riportato sul certificato di morte. Dopo la cremazione le sue ceneri furono sparse da un aeroplano sopra la giungla del Chiapas.
Questa sembrerebbe essere la definitiva soluzione all'enigma della biografia dello scrittore: così come egli aveva sempre affermato, sarebbe stato di origini statunitensi e non tedesche, al contrario di quello che la "teoria Ret Marut" sosteneva. Tuttavia le affermazioni di Rosa Elena Luján non hanno definitivamente chiarito il mistero: tempo dopo la morte di Croves la sua vedova rilasciò un'altra dichiarazione alla stampa affermando che il marito l'avrebbe autorizzata a rivelare la completa verità circa la sua vita, inclusi i fatti che erano stati omessi durante la lettura delle sue ultime volontà. I giornalisti appresero che Croves sarebbe stato in gioventù il rivoluzionario tedesco di nome Ret Marut, rivelazione questa che avrebbe riconciliato le opposte tesi sulle origini di B. Traven, quelle che lo volevano di origini statunitensi e quelle che affermavano fosse nato in Germania. Rosa Elena Luján fornì ulteriori informazioni a sostegno di quanto affermato in particolare durante un'intervista rilasciata all'International Herald Tribune l'8 aprile 1969: ella affermò che i genitori del marito sarebbero emigrati dagli Stati Uniti in Germania tempo dopo la nascita del figlio. In Germania il marito avrebbe pubblicato il famoso romanzo La nave morta, dopo di che si sarebbe spostato in Messico per la prima volta ma che sarebbe ritornato in Germania per pubblicare una rivista antinazista spinto dall'incalzare del movimento nazista. Sarebbe stato condannato a morte ma sarebbe riuscito a fuggire trovando rifugio nuovamente in Messico.
D'altra parte l'ipotesi che B. Traven fosse nato in Germania troverebbe conferma tra i documenti conservati nel vasto archivio di Hal Croves, al quale la vedova consentì l'accesso ad alcuni ricercatori fino all'anno della sua morte, avvenuta nel 2009: Rolf Recknagel e Karl Guthke furono due di questi, ammessi nell'archivio rispettivamente nel 1976 e nel 1982. Tra il materiale documentale a sostegno delle affermazioni dei Rosa vi sono dei biglietti ferroviari e banconote provenienti da differenti nazioni europee centro-orientali, probabili ricordi che Ret Marut avrebbe conservato dopo il fallimento dei movimenti rivoluzionari antinazisti in Baviera e la fuga in Messico del 1919. Un documento estremamente interessante è un taccuino con annotazioni in lingua inglese: il primo appunto reca la data dell'11 luglio 1924 e una successiva frase, datata 26 luglio, assume cruciale importanza: "The Bavarian of Munich is dead" (letteralmente: "Il bavarese di Monaco è morto"). Lo scrittore potrebbe aver iniziato a scrivere il diario non appena giunto in Messico dall'Europa e la frase precedente potrebbe essere letta come l'intenzione di abbandonare un passato europeo e iniziare una nuova esistenza come B. Traven.
Dopo la morte di Croves il regista John Huston ebbe un incontro con la figliastra che descrisse il padrigno come un uomo cortese, socievole ed elegante, un uomo tenuto in grande considerazione a Città del Messico, caratteristiche queste ben lontane da quelle che aveva mostrato di possedere Hal Croves durante la lavorazione in Messico del film Il tesoro della Sierra Madre.

### Ipotesi alternative

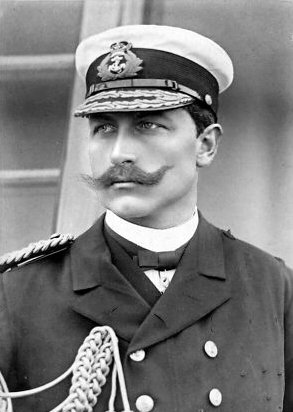
L'imperatore tedesco Guglielmo II di cui, secondo un'ipotesi B. Traven sarebbe stato figlio illegittimo

Le teorie che identificherebbero, di volta in volta, B. Traven con Hal Croves, Traven Torsvan, Ret Marut, Otto Feige e Esperanza López Mateos, non sono le uniche; molte altre ipotesi sono state avanzate sull'identità dello scrittore, alcune delle quali ben argomentate, altre improbabili oppure fantastiche e incredibili. Alcune delle più diffuse ipotesi alternative sull'identità di B. Traven sono:
- dietro il nome di B. Traven si celerebbe il lavoro di due o più scrittori (Hal Croves/Traven, Torsvan e Ret Marut) che avrebbero firmato con tale pseudonimo le loro opere collettive, ipotesi avanzata da John Huston;[3]
- B. Traven sarebbe stato tedesco, tuttavia non sarebbe nato a Schwiebus bensì nel nord della Germania, nella regione tra Amburgo e Lubecca. Questa ipotesi sarebbe avvalorata da un'audiocassetta, registrata dalla figliastra Malú Montes de Oca (la figlia di Rosa Luján), sulla quale lei cantava due canzoni in basso sassone, un dialetto tedesco con alcune inflessioni che non sono esclusive di quella regione. Torsvan è un nome abbastanza comune in quell'area attraverso cui scorre il fiume Trave. Nei dintorni vi sono località che prendono il nome dal fiume, quali Traventhal, Travenhorst e Travemünde (un distretto di Lubecca), nonché un vasto porto sul Mar Baltico;[23][24]
- B. Traven sarebbe stato il figlio illegittimo dell'imperatore tedesco Guglielmo II: questa ipotesi fu sostenuta da Gerd Heidemann, un giornalista della rivista tedesca Stern che riportò di aver ottenuto questa informazione da Rosa Elena Luján. Successivamente lo stesso giornalista prese le distanze da questa teoria.[25][26] In ogni caso la reputazione professionale di Heidemann ricevette un duro colpo quando fu accusato di complicità nella falsificazione dei Diari di Hitler negli anni 1980;[24]
- B. Traven sarebbe lo pseudonimo dello scrittore statunitense Jack London che avrebbe inscenato la propria morte e continuato a scrivere libri dopo essersi spostato in Messico;[24]
- dietro lo pseudonimo di B. Traven si sarebbe nascosto lo scrittore Ambrose Bierce, che raggiunse il Messico nel 1913 prendendo parte alla rivoluzione messicana e sparendo senza lasciare tracce;[24]
- B. Traven sarebbe lo pseudonimo di Adolfo López Mateos, Presidente del Messico tra il 1958 e il 1964. L'origine di questa illazione probabilmente risiede nel fatto che Esperanza López Mateos, la sorella di Adolfo, era stata traduttrice in lingua spagnola dei suoi lavori e rappresentante legale nella firma di alcuni contratti con editori. Questa ipotesi si ricollega con quella che vorrebbe Esperanza e B. Traven la stessa persona;[25]
- il nome di B. Traven sarebbe stato usato da August Bibelje, già funzionario della dogana ad Amburgo, successivamente cercatore d'oro e avventuriero. Anche questa teoria fu sostenuta e quindi rigettata dal giornalista Gerd Heidemann. Secondo Heidemann, Ret Marut avrebbe incontrato Bibelje dopo il suo arrivo in Messico e utilizzato i racconti e le esperienze di quest'ultimo in romanzi quali I raccoglitori di cotone, La nave morta e Il tesoro della Sierra Madre. Bibelje sarebbe più tardi ritornato e morto durante la Guerra civile spagnola nel 1937.[25]

## Opere

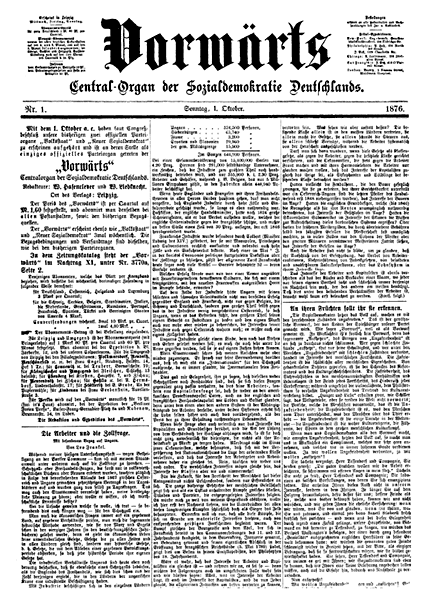
Il quotidiano Vorwärts sul quale fu pubblicato il primo racconto di B. Traven e il suo primo romanzo (la prima pagina del primo numero del quotidiano del 1876)

Lo scrittore dallo pseudonimo di B. Traven apparve sulle scene letterarie tedesche il 28 febbraio 1925, quando il quotidiano berlinese Vorwärts, il giornale ufficiale del Partito Socialdemocratico di Germania, pubblicò il primo racconto firmato con questo nome. Successivamente tra il giugno e il luglio del medesimo anno, lo stesso quotidiano pubblicò a puntate anche il primo romanzo di Traven, Die Baumwollpflücker (I raccoglitori di cotone). La versione ampliata del romanzo fu pubblicata l'anno successivo a Berlino dall'editore Buchmeister con il titolo Der Wobbly, il nomignolo con il quale venivano chiamati gli affiliati al movimento anarco-sindacalista Industrial Workers of the World, titolo poi abbandonato in edizioni successive a favore di quello originale Die Baumwollpflücker. In questo libro appare per la prima volta il personaggio di Gerald Gales, figura che apparirà più volte nei lavori di Traven con il nome di "Gale" e di "Gerard Gales", un marinaio statunitense in cerca di lavoro in Messico, spesso avvicinato da personaggi equivoci e sfruttato dal sistema capitalistico senza però mai perdere la volontà di combattere e cercando di trarre gioia dalla vita.
Sempre nel 1926 il club del libro Büchergilde Gutenberg, con la cui casa editrice Traven collaborò fino al 1939, pubblicò il suo secondo romanzo Das Totenschiff (La nave morta). Il protagonista dell'opera è di nuovo Gerald Gale, un marinaio che, avendo perso i documenti, ha virtualmente smarrito l'identità, la nazionalità e il diritto a una vita normale. Di conseguenza, è costretto a lavorare come aiuto fuochista a bordo di una carretta del mare. La nave è spinta in una pericolosa navigazione intorno all'Europa e alle coste africane dagli armatori che sperano in un naufragio e di riscuotere così il premio assicurativo. Il romanzo è un atto d'accusa contro l'avidità e la burocrazia. Alcuni biografi di Traven hanno riconosciuto nel romanzo La nave morta alcuni elementi autobiografici. Ipotizzando che B. Traven si identifichi con il rivoluzionario Ret Marut, appare evidente l'analogia tra il destino di Gale e la vita dello scrittore stesso, partito dal suo paese d'origine, costretto a lavorare nella sala caldaie di un battello a vapore in un viaggio dall'Europa al Messico.
Tra i suoi più famosi romanzi, oltre a La nave morta, si ricorda Il tesoro della Sierra Madre, pubblicato in Germania nel 1927 con il titolo Der Schatz der Sierra Madre. Le avventure narrate si svolgono ancora in Messico e vedono protagonisti un gruppo di avventurieri e cercatori d'oro statunitensi. Nel 1948 il libro fu adattato nell'omonimo film dal regista John Huston. Il film, interpretato da Humphrey Bogart e Walter Huston, ebbe grande successo commerciale vincendo nel 1949 tre Oscar.
La figura di Gerald Gales ritorna nel successivo romanzo dello scrittore, Il ponte nella giungla (Die Brücke im Dschungel), uscito a puntate sul Vorwärts in edicola nel 1927 e pubblicato in versione estesa su libro nel 1929. Nel romanzo Traven, per primo, affronta compiutamente la questione dei nativi americani e le differenze tra la religione cristiana e le culture indiane in America Latina; questi temi ricorrono anche nei suoi successivi romanzi appartenenti al cosiddetto "ciclo della giungla".
Nel 1929 viene pubblicato il lungo romanzo di Traven La rosa bianca (Die Weiße Rose), una storia epica presumibilmente basata su vicende reali, che racconta della sottrazione delle terre ai suoi proprietari nativi americani, da parte di una compagnia petrolifera statunitense.
Negli anni 1930 Traven scrive e pubblica la maggior parte delle opere del "ciclo della giungla", una serie composta da sei romanzi: Carreta (Der Karren, 1931), Speroni nella polvere (Regierung, 1931), La marcia alla Monteira (Der Marsch ins Reich der Caoba, 1933), Troza (Die Troza, 1936), La ribellione degli impiccati (Die Rebellion der Gehenkten, 1936), e Il generale dalla giungla (Ein General kommt aus dem Dschungel, pubblicato nella traduzione in lingua svedese nel 1939 e in lingua originale tedesca l'anno successivo, nel 1940). I romanzi descrivono la vita dei nativi americani nel Chiapas nei primi anni del XX secolo, costretti a lavorare in condizioni inumane nella giungla, nella lavorazione del mogano confinati nei campi di lavoro (monterias); le dure condizioni di vita li spinsero alla ribellione che diede inizio alla rivoluzione messicana.
Dopo la serie della giungla B. Traven sospese la scrittura di romanzi, pubblicando solo racconti e brevi storie, come la fiaba messicana Macario, originariamente scritta in inglese ma pubblicata per la prima volta in lingua tedesca nel 1950 a Zurigo. Alla storia, il cui titolo originale era The Healer, è stato attribuito il riconoscimento come miglior racconto dell'anno dal quotidiano The New York Times nel 1953. Dalla fiaba nel 1960 è stato tratto il film Morte in vacanza (Macario, 1960) del regista messicano Roberto Gavaldón, candidato al Premio Oscar del 1961 come miglior film straniero.
L'ultimo romanzo di Taven è stato Aslan Norval, pubblicato nel 1960 ma per lungo tempo non tradotto in inglese; è la storia di una milionaria statunitense, sposata ad un anziano uomo d'affari e allo stesso tempo innamorata di un giovane. La donna si prefigge un ambizioso progetto: scavare un canale attraverso gli Stati Uniti. L'argomento e il linguaggio utilizzato rendono l'opera differente da qualsiasi altra di Traven, tanto da essere stata rifiutata a lungo dagli editori che avevano dubbi circa la vera paternità del lavoro. Il romanzo fu anche tacciato di pornografia e volgarità e fu pubblicato solo dopo una profonda revisione stilistica dall'editore Johannes Schönherr che lo rese più simile allo "stile di Traven". I dubbi sull'autore di Aslan Norval, tuttavia, non sono ancora stati completamente fugati e rinvigoriscono il dibattito sulla vera identità di Traven e sull'autore dei romanzi da lui firmati.
B. Traven è stato autore di molti racconti e storie brevi, alcuni dei quali tuttora inediti. Oltre al già menzionato racconto Macario, lo scrittore rielaborò la leggenda cosmogonica messicana La creazione del Sole e della Luna (Sonnen-Schöpfung, la cui prima edizione pubblicata in lingua ceca nel 1934 e solo successivamente edita nella lingua originale tedesca, nel 1936). La prima collezione di storie brevi di Traven, intitolata Der Busch, uscì nel 1928; la seconda edizione, arricchita di altre storie, fu pubblicata nel 1930. Dal 1940 in poi molti dei suoi racconti sono apparsi in riviste e antologie in diverse lingue.
Un'opera inusuale di Traven è stata Land des Frühlings  (La terra della primavera, 1928), un diario che ha per tema lo stato messicano del Chiapas che funge anche da pretesto per descrivere la sinistra e gli anarchici dal punto di vista dell'autore. Il libro, edito da Büchergilde Gutenberg come le sue altre opere, conteneva sessantaquattro pagine di fotografie scattate dallo scrittore stesso.

### Scritti
- 1917 - 1921 articoli su Der Ziegelbrenner, tradotti in italiano col titolo Nello stato più libero del mondo
- 1926 La nave morta
- 1926 I Wobbly, dal 1928 anche noto come I raccoglitori di cotone
- 1927 Il tesoro della Sierra Madre
- 1928 La terra della primavera
- 1928 Der Busch
- 1929 Il ponte nella giungla
- 1929 La rosa bianca
- 1931 Carreta
- 1931 Speroni nella polvere
- 1933 La marcia alla Monteira
- 1936 Troza
- 1936 La ribellione degli impiccati
- 1936 Sonnen-Schöpfung
- 1940 Il generale dalla giungla
- 1950 Macario
- 1956 Canasta de cuentos mexicanos (tradotto dall'inglese da Rosa Elena Luján, noto anche come Canasta of Mexican Stories)
- 1958 Der dritte Gast
- 1958 I raccoglitori di cotone (ed. italiana Longanesi, 1959)
- 1960 Aslan Norval

## Influenza culturale
La misteriosa storia di B. Traven è stata di ispirazione all'autore Doug Dorst per il romanzo S. La nave di Teseo, scritto in collaborazione con lo sceneggiatore J. J. Abrams pubblicato nel 2013.